# Johannes Schaaf
Johannes Schaaf (ur. 7 kwietnia 1933 w Stuttgarcie, zm. 1 listopada 2019 w Murnau am Staffelsee) – niemiecki reżyser, scenarzysta i aktor, pracujący w filmie, teatrze, operze i telewizji.
Zaczął pracę w teatrze jako asystent reżysera w rodzinnym Stuttgarcie, po czym samodzielnie reżyserował spektakle sceniczne w Bremie. W 1964 skierował swoją uwagę głównie w stronę kina, zyskując wkrótce uznanie jako ważny przedstawiciel tzw. Nowego Kina Niemieckiego lat 60. Jego film Tatuaż (1967), prezentowany w konkursie głównym na 17. MFF w Berlinie, antycypował nadciągającą studencką rebelię. Schaaf przewodniczył jury konkursu głównego na 19. MFF w Berlinie (1969). Jego kolejny film, Trotta (1971), był adaptacją powieści Josepha Rotha i startował w sekcji konkursowej na 25. MFF w Cannes. 
W latach 70. Schaaf coraz częściej skłaniał się ku teatrowi, aż całkowicie porzucił kino na rzecz sceny teatralnej. Reżyserował przedstawienia w Wiedniu, Berlinie, Monachium, Frankfurcie i Salzburgu. Od połowy lat 80. tworzył głównie spektakle operowe, m.in. Così fan tutte (Londyn, 1989), Borys Godunow (Monachium, 1991), Rigoletto (Stuttgart, 1994), Aida (Zurych, 1997), Eugeniusz Oniegin (Amsterdam, 1997) czy Otello (Sztokholm, 1998).